# 1983 في مصر
فيما يلي قوائم الأحداث التي وقعت خلال عام 1983 في مصر.

## ظهور
- 1 يناير – إبداع مجلة أدبية عربية شهرية مصرية.

## أفلام
من الأفلام التي صدرت هذه السنة في مصر:
- 1 يناير – الأفوكاتو من إخراج رأفت الميهي.
- 1 يناير – الاحتياط واجب
- 1 يناير – الحريف من إخراج محمد خان.
- 1 يناير – المتسول من إخراج أحمد السبعاوي.
- 1 يناير – إنهم يسرقون الأرانب من إخراج نادر جلال.
- 1 يناير – حب في الزنزانة من إخراج محمد فاضل (مخرج).
- 1 يناير – درب الهوا من إخراج حسام الدين مصطفى.
- 1 يناير – عنتر شايل سيفه
- 28 مارس – عضة كلب من إخراج حسن الصيفي.

## كتب
من الكتب التي صدرت هذه السنة في مصر:
- 1 يناير – رحلة ابن فطومة من تأليف نجيب محفوظ.

## مواليد

### يناير
- 1 يناير – فوزية محمد ممثلة مصرية.
- 1 يناير – هبة السيسي
- 12 يناير – محمود سعد لاعب كرة قدم مصري.
- 13 يناير – محمد نجيب لاعب كرة قدم مصري.
- 13 يناير – محمود السيد سمير لاعب كرة قدم مصري.

### فبراير
- 20 فبراير – عماد متعب لاعب كرة قدم مصري.
- 23 فبراير – أحمد حسام لاعب كرة قدم.

### أبريل
- 1 أبريل – عمرو زكي لاعب كرة قدم مصري.
- 7 أبريل – مجدي عطوة لاعب كرة قدم مصري.

### مايو
- 22 مايو – عمرو سماكة لاعب كرة قدم مصري.

### يونيو
- 1 يونيو – سعيد مراد لاعب كرة قدم مصري.
- 23 يونيو – هاني سعيد لاعب كرة قدم مصري.

### يوليو
- 1 يوليو – شريف إكرامي لاعب كرة قدم مصري.
- 2 يوليو – شريف عبد الفضيل لاعب كرة قدم مصري.

### أغسطس
- 2 أغسطس – طه الحكيم
- 8 أغسطس – راندا البحيري ممثلة مصرية.
- 16 أغسطس – أحمد صديق لاعب كرة قدم مصري.

### سبتمبر
- 4 سبتمبر – منة فضالي ممثلة مصرية.
- 26 سبتمبر – دينا حسني رامية أولمبية مصرية.

### أكتوبر
- 1 أكتوبر – محمد عبد الوهاب لاعب كرة قدم مصري.
- 9 أكتوبر – المعتز بالله إينو لاعب كرة قدم مصري.

### نوفمبر
- 15 نوفمبر – حسام سلامة لاعب كرة قدم مصري.
- 17 نوفمبر – هشام فهمي

## وفيات

### يناير
- 1 يناير – أحمد محمد الحوفي (مواليد 1910)
- 1 يناير – بهيجة حافظ (مواليد 1908)
- 7 يناير – فائقة بنت فؤاد الأول (مواليد 1926)

### فبراير
- 24 فبراير – رشاد رشدي (مواليد 1912) كاتب مسرحي مصري.

### يونيو
- 6 يونيو – محمود المليجي (مواليد 1910) ممثل مصري.

### سبتمبر
- 24 سبتمبر – فايزة أحمد (مواليد 1934)